# Mistrovství světa v letech na lyžích
Mistrovství světa v letech na lyžích se koná od roku 1972, a to obvykle každý druhý rok. Na světě existuje pouze šest skokanských můstků pro lety na lyžích (tj. můstky HS185 a vyšší). Můstky v Copper Peak v americkém Ironwood a v Harrachově v Česku nejsou funkční, a proto se mistrovství konají jen na následujících můstcích (můstky se v pořadatelství pravidelně střídají):
- Vikersund (můstek Vikersundbakken) v Norsku
- Planica (můstek Letalnica) ve Slovinsku
- Tauplitz/Bad Mitterndorf (Kulm) v Rakousku
- Oberstdorf (můstek Heini-Klopfer-Skiflugschanze) v Německu

Od roku 2004 se v rámci mistrovství koná také závod družstev.

## Průběh závodu
Mistrovství jednotlivců sestává ze dvou závodních dní. Z kvalifikace postupuje do prvního kola pouze 40 skokanů (oproti 50 skokanům v normálních závodech). V druhém kole pokračuje již jen nejlepších třicet skokanů. Druhý den startuje v obou kolech opět jen třicítka nejlepších z předešlého dne. Bodové zisky skokanů z obou závodních dnů se sčítají.

## České úspěchy
Česko má dva mistry světa v letech. Třetí mistrovství (v roce 1975) vyhrál Karel Kodejška a v roce 1994 zvítězil v Planici Jaroslav Sakala.

## Výsledky v závodě jednotlivců
| Mistrovství            | - Zlato                     | - Stříbro                   | - Bronz                   |
| ---------------------- | --------------------------- | --------------------------- | ------------------------- |
| 1972 - Planica         | Walter Steiner (SUI)        | Heinz Wosipiwo (GDR)        | Jiří Raška (TCH)          |
| 1973 - Oberstdorf      | Hans-Georg Aschenbach (GDR) | Walter Steiner (SUI)        | Karel Kodejška (TCH)      |
| 1975 - Bad Mitterndorf | Karel Kodejška (TCH)        | Rainer Schmidt (GDR)        | Karl Schnabl (AUT)        |
| 1977 - Vikersund       | Walter Steiner (SUI)        | Toni Innauer (AUT)          | Henry Glass (GDR)         |
| 1979 - Planica         | Armin Kogler (AUT)          | Axel Zitzmann (GDR)         | Piotr Fijas (POL)         |
| 1981 - Oberstdorf      | Jari Puikkonen (FIN)        | Armin Kogler (AUT)          | Tom Levorstad (NOR)       |
| 1983 - Harrachov       | Klaus Ostwald (GDR)         | Pavel Ploc (TCH)            | Matti Nykänen (FIN)       |
| 1985 - Planica         | Matti Nykänen (FIN)         | Jens Weissflog (GDR)        | Pavel Ploc (TCH)          |
| 1986 - Bad Mitterndorf | Andreas Felder (AUT)        | Franz Neuländtner (AUT)     | Matti Nykänen (FIN)       |
| 1988 - Oberstdorf      | Ole Gunnar Fidjestøl (NOR)  | Primož Ulaga (YUG)          | Matti Nykänen (FIN)       |
| 1990 - Vikersund       | Dieter Thoma (GER)          | Matti Nykänen (FIN)         | Jens Weissflog (GDR)      |
| 1992 - Harrachov       | Noriaki Kasai (JPN)         | Andreas Goldberger (AUT)    | Roberto Cecon (ITA)       |
| 1994 - Planica         | Jaroslav Sakala (CZE)       | Espen Bredesen (NOR)        | Roberto Cecon (ITA)       |
| 1996 - Bad Mitterndorf | Andreas Goldberger (AUT)    | Janne Ahonen (FIN)          | Urban Franc (SLO)         |
| 1998 - Oberstdorf      | Kazujoši Funaki (JPN)       | Sven Hannawald (GER)        | Dieter Thoma (GER)        |
| 2000 - Vikersund       | Sven Hannawald (GER)        | Andreas Widhölzl (AUT)      | Janne Ahonen (FIN)        |
| 2002 - Harrachov       | Sven Hannawald (GER)        | Martin Schmitt (GER)        | Matti Hautamäki (FIN)     |
| 2004 - Planica         | Roar Ljøkelsøy (NOR)        | Janne Ahonen (FIN)          | Tami Kiuru (FIN)          |
| 2006 - Bad Mitterndorf | Roar Ljøkelsøy (NOR)        | Andreas Widhölzl (AUT)      | Thomas Morgenstern (AUT)  |
| 2008 - Oberstdorf      | Gregor Schlierenzauer (AUT) | Martin Koch (AUT)           | Janne Ahonen (FIN)        |
| 2010 - Planica         | Simon Ammann (SUI)          | Gregor Schlierenzauer (AUT) | Anders Jacobsen (NOR)     |
| 2012 - Vikersund       | Robert Kranjec (SLO)        | Rune Velta (NOR)            | Martin Koch (AUT)         |
| 2014 - Harrachov       | Severin Freund (GER)        | Anders Bardal (NOR)         | Peter Prevc (SLO)         |
| 2016 - Bad Mitterndorf | Peter Prevc (SLO)           | Kenneth Gangnes (NOR)       | Stefan Kraft (AUT)        |
| 2018 - Oberstdorf      | Daniel Andre Tande (NOR)    | Kamil Stoch (POL)           | Richard Freitag (GER)     |
| 2020 – Planica         | Karl Geiger (GER)           | Halvor Egner Granerud (NOR) | Markus Eisenbichler (GER) |
| 2022 - Vikersund       | Marius Lindvik (NOR)        | Timi Zajc (SLO)             | Stefan Kraft (AUT)        |
| 2024 - Bad Mitterndorf | Stefan Kraft (AUT)          | Andreas Wellinger (GER)     | Timi Zajc (SLO)           |
| 2026 - Oberstdorf      |                             |                             |                           |

## Výsledky v závodě družstev
| Mistrovství            | – Zlato                                                                          | – Stříbro                                                                | – Bronz                                                                             |
| ---------------------- | -------------------------------------------------------------------------------- | ------------------------------------------------------------------------ | ----------------------------------------------------------------------------------- |
| 2004 – Planica         | Norsko Roar Ljøkelsøy Sigurd Pettersen Bjørn Einar Romøren Tommy Ingebrigtsen    | Finsko Tami Kiuru Veli-Matti Lindström Matti Hautamäki Janne Ahonen      | Rakousko Thomas Morgenstern Andreas Goldberger Andreas Widhölzl Wolfgang Loitzl     |
| 2006 – Bad Mitterndorf | Norsko Roar Ljøkelsøy Bjørn Einar Romøren Lars Bystøl Tommy Ingebrigtsen         | Finsko Janne Ahonen Janne Happonen Tami Kiuru Matti Hautamäki            | Německo Michael Neumayer Georg Späth Alexander Herr Michael Uhrmann                 |
| 2008 – Oberstdorf      | Rakousko Gregor Schlierenzauer Andreas Kofler Thomas Morgenstern Martin Koch     | Finsko Janne Ahonen Matti Hautamäki Harri Olli Janne Happonen            | Norsko Anders Jacobsen Tom Hilde Anders Bardal Bjørn Einar Romøren                  |
| 2010 – Planica         | Rakousko Gregor Schlierenzauer Wolfgang Loitzl Thomas Morgenstern Martin Koch    | Norsko Anders Jacobsen Evensen Anders Bardal Bjørn Einar Romøren         | Finsko Muotka Olli Matti Hautamäki Harri Olli Janne Happonen                        |
| 2012 – Vikersund       | Rakousko Martin Koch Gregor Schlierenzauer Andreas Kofler Thomas Morgenstern     | Německo Severin Freund Maximilian Mechler Richard Freitag Andreas Wank   | Slovinsko Robert Kranjec Jure Šinkovec Jurij Tepeš Jernej Damjan                    |
| 2014 – Harrachov       | Závod byl odvolán z důvodu nepříznivých atmosférických podmínek.                 | Závod byl odvolán z důvodu nepříznivých atmosférických podmínek.         | Závod byl odvolán z důvodu nepříznivých atmosférických podmínek.                    |
| 2016 – Bad Mitterndorf | Norsko Anders Fannemel Johann André Forfang Daniel-André Tande Kenneth Gangnes   | Německo Andreas Wellinger Stephan Leyhe Richard Freitag Severin Freund   | Rakousko Stefan Kraft Manuel Poppinger Manuel Fettner Michael Hayböck               |
| 2018 – Oberstdorf      | Norsko Robert Johansson Andreas Stjernen Johann André Forfang Daniel-André Tande | Slovinsko Jernej Damjan Anže Semenič Domen Prevc Peter Prevc             | Polsko Piotr Žyla Štefan Hula Dawid Kubacki Kamil Stoch                             |
| 2020 – Planica         | Daniel-André Tande Johann André Forfang Robert Johansson Halvor Egner Granerud   | Constantin Schmid Pius Paschke Markus Eisenbichler Karl Geiger           | Piotr Žyla Andrzej Stękała Kamil Stoch Dawid Kubacki                                |
| 2022 – Vikersund       | Slovinsko Domen Prevc Peter Prevc Timi Zajc Anže Lanišek                         | Německo Severin Freund Andreas Wellinger Markus Eisenbichler Karl Geiger | Norsko Johann André Forfang Daniel-André Tande Halvor Egner Granerud Marius Lindvik |
| 2024 – Bad Mitterndorf | Slovinsko Lovro Kos Domen Prevc Peter Prevc Timi Zajc                            | Rakousko Michael Hayböck Manuel Fettner Jan Hörl Stefan Kraft            | Německo Pius Paschke Karl Geiger Stephan Leyhe Andreas Wellinger                    |
| 2026 – Oberstdorf      |                                                                                  |                                                                          |                                                                                     |